# Calcio Foggia 1920 2023-2024
Questa voce raccoglie le informazioni riguardanti il Calcio Foggia 1920 nelle competizioni ufficiali della stagione 2023-2024.

## Stagione
La stagione 2023-2024 è per il Foggia la 45ª partecipazione nella terza serie del Campionato italiano di calcio. La squadra ha effettuato il ritiro precampionato ad Assisi, dal 31 luglio al 4 agosto 2023.
Il 5 agosto 2023, a Vibo Valentia, c'è l'esordio stagionale dei rossoneri contro il Catanzaro, incontro valido per il primo turno preliminare di Coppa Italia, dal quale il Foggia ne è uscito sconfitto di misura 1-0.
L'esordio in campionato avviene il 3 settembre 2023, nella sfida in trasferta contro il Taranto, con i rossoneri ancora sconfitti per 2-0.
Prima vittoria della stagione, in casa contro il Giugliano, col risultato di 1-0.
In Coppa Italia Serie C il Foggia vince il primo turno vincendo 5-0 contro il Sorrento. Nel turno successivo, contro l'Avellino, i rossoneri vengono eliminati dalla competizione, sconfitti per 3-1.
Dopo 17 giornate di campionato la società comunica di aver esonerato l'allenatore Cudini, per gli scarsi risultati ottenuti dalla squadra, in quel momento al 12º posto in classifica. Viene affidato il compito di allenatore momentaneo a Massimiliano Olivieri, il tecnico della primavera. A seguito della vittoria casalinga, ai danni del Monterosi, su richiesta del Gruppo Squadra, la società opta di non affidare la panchina ad un nuovo tecnico. Il 5 Gennaio 2024 viene annunciato Tommaso Coletti, nuovo allenatore in seconda, che assume la carica di Allenatore della Prima Squadra, ad interim per deroga. De facto, all'alba del girone di ritorno, il quadro tecnico si compone di tre figure: Massimiliano Olivieri, Tommaso Coletti e Antonio Vacca. Il trio non riesce ad invertire la rotta e il presidente Canonico richiama Mirko Cudini, dopo 3 pesanti sconfitte. Il Foggia naviga in zona salvezza, con lo spettro dei playout, ed è costretto ad attivare una vera e propria rivoluzione nel mercato invernale. Dopo un pareggio sofferto casalingo col Catania ed una sconfitta pesante contro la Turris, il Foggia riparte decisamente con una serie di sei vittorie nelle successive otto partite, che risollevano il morale della squadra e dell’ambiente, che crede fermamente nella partecipazione ai play-off. Le velleità si spengono rapidamente a partire dalla sconfitta nella trasferta di Latina e confermate dalla débâcle casalinga, la settimana successiva, contro la Casertana. A nulla vale la preziosa vittoria nella trasferta di Potenza, vanificata dalla sconfitta casalinga nel derby contro l’Audace Cerignola e dalla mesta prova in quel di Teramo, culminata con la sconfitta di misura contro il Monterosi. Cala così il sipario su un campionato travagliato e tormentato, rimesso in piedi solo grazie alla “rivoluzione di gennaio”, che ha portato all’inserimento in rosa di ben dieci nuovi elementi che hanno contribuito a rendere proficuo soprattutto il reparto offensivo, assolutamente sterile nella prima parte di stagione.

## Divise e sponsor
Per il secondo anno di fila, Adidas (attraverso la fornitura di GG Teamwear) è lo sponsor tecnico dei Satanelli.
Il Main Sponsor è la CN Costruzioni Generali e CN Energia, facenti capo al presidente del club Nicola Canonico. Nel novero dei Top Sponsor figurano: "Auto Di Carlo", Metauro Bus, Rosso Gargano, Mercati di città, Vision Ottica, Wüber.
Le divise sono presentate su i social rossoneri il 3 settembre 2023 con uno shooting nel centro storico della città di Foggia.
| Casa | Trasferta | Terza divisa |

## Organigramma societario
- Presidente: Nicola Canonico
- Direttore generale: Vincenzo Milillo
- Direttore sportivo: Emanuele Belviso
- Team manager - Diego Valente

- Allenatore: Mirko Cudini
- Allenatore in seconda: Giuseppe Antognozzi
- Preparatore atletico: Claudio Capacchione
- Preparatore dei portieri: Cristian Cicioni

- Responsabile staff medico sanitario: Giovanni Cristinziani
- Staff medico sanitario: Antonio Cinquesanti - Giuseppe Rabbaglietti - Antonio Rosania - Luciano Magaldi
- Fisioterapisti: Mario De vito

Area comunicazione
- Responsabile area comunicazione: Alessio Grieco
- Addetto stampa: Valerio Palmieri
- Fotografo ufficiale: Federico Antonellis

## Rosa
| N. |                      | Ruolo | Calciatore           |
| -- | -------------------- | ----- | -------------------- |
| 1  | Italia (bandiera)    | P     | Pietro Perina        |
| 1  | Italia (bandiera)    | P     | Tommaso Cucchietti   |
| 12 | Italia (bandiera)    | P     | Luca De Simone       |
| 22 | Argentina (bandiera) | P     | Domingo Dalmasso     |
| 96 | Italia (bandiera)    | P     | Tommaso Nobile       |
| 2  | Italia (bandiera)    | D     | Alessandro Garattoni |
| 2  | Italia (bandiera)    | D     | Alessandro Silvestro |
| 3  | Italia (bandiera)    | D     | Alberto Rizzo        |
| 13 | Italia (bandiera)    | D     | Manuel Marzupio      |
| 14 | Italia (bandiera)    | D     | Orazio Pazienza      |
| 15 | Italia (bandiera)    | D     | Luca Ercolani        |
| 16 | Italia (bandiera)    | D     | Gianmarco Antonacci  |
| 18 | Italia (bandiera)    | D     | Davide Riccardi      |
| 24 | Bulgaria (bandiera)  | D     | Tomislav Papazov     |
| 30 | Italia (bandiera)    | D     | Luca Di Modugno      |
| 31 | Italia (bandiera)    | D     | Emmanuele Salines    |
| 33 | Italia (bandiera)    | D     | Luigi Carillo        |
| 88 | Ghana (bandiera)     | D     | Joshua Tenkorang     |
| 5  | Italia (bandiera)    | C     | Antonio Vacca        |
| 6  | Italia (bandiera)    | C     | Jacopo Martini       |
| 7  | Italia (bandiera)    | C     | Andrea Schenetti     |

| N. |                          | Ruolo | Calciatore           |
| -- | ------------------------ | ----- | -------------------- |
| 8  | Italia (bandiera)        | C     | Andrea Marino        |
| 17 | Italia (bandiera)        | C     | Gerardo Agnelli      |
| 19 | Ghana (bandiera)         | C     | Moses Odjer          |
| 21 | Italia (bandiera)        | C     | Mattia Fiorini       |
| 25 | Italia (bandiera)        | C     | Alessio Rossi        |
| 26 | Italia (bandiera)        | C     | Marco Frigerio       |
| 26 | Italia (bandiera)        | C     | Simone Tascone       |
| 27 | Italia (bandiera)        | C     | Franco Vezzoni       |
| 28 | Italia (bandiera)        | C     | Giovanni Di Noia     |
| 11 | Italia (bandiera)        | C     | Mattia Rolando       |
| 9  | Italia (bandiera)        | A     | Riccardo Tonin       |
| 10 | Italia (bandiera)        | A     | Diego Peralta        |
| 10 | Italia (bandiera)        | A     | Vincenzo Millico     |
| 11 | Italia (bandiera)        | A     | Giacomo Beretta      |
| 23 | Gambia (bandiera)        | A     | Kalifa Manneh        |
| 32 | Italia (bandiera)        | A     | Subutan Iddrissou    |
| 44 | Senegal (bandiera)       | A     | Mamadou Tounkara     |
| 75 | Italia (bandiera)        | A     | Alessandro Brancato  |
| 95 | Guinea-Bissau (bandiera) | A     | Carlos Embalo        |
| 99 | Italia (bandiera)        | A     | Emanuele Santaniello |
| 37 | Italia (bandiera)        | A     | Luca Gagliano        |

## Calciomercato

### Sessione estiva(dal 01/07 al 01/09)
| Acquisti | Acquisti            | Acquisti    | Acquisti      |
| R.       | Nome                | da          | Modalità      |
| -------- | ------------------- | ----------- | ------------- |
| A        | Mamadou Tounkara    | Avellino    | gratuito      |
| D        | Manuel Marzupio     | Pro Sesto   | gratuito      |
| D        | Emmanuele Salines   | Feralpisalò | gratuito      |
| P        | Tommaso Cucchietti  | Lucchese    | gratuito      |
| C        | Gianmarco Antonacci | Nardò       | gratuito      |
| D        | Luca Di Modugno     | Brindisi    | gratuito      |
| A        | Subutan Iddrissou   | Brescia     | gratuito      |
| D        | Luigi Carillo       | Novara      | ?             |
| C        | Franco Vezzoni      | Inter       | ?             |
| A        | Carlos Embalo       | Cittadella  | ?             |
| C        | Jacopo Martini      | Inter       | prestito      |
| C        | Mattia Fiorini      | Fiorentina  | prestito      |
| C        | Andrea Marino       | Lazio       | prestito      |
| C        | Alessio Rossi       | Empoli      | prestito      |
| C        | Davide Riccardi     | svincolato  | -             |
| A        | Riccardo Tonin      | Monterosi   | fine prestito |
| A        | Pablo Vitali        | Monterosi   | fine prestito |
| A        | Dardan Vuthaj       | Novara      | fine prestito |
| D        | Alessandro Malomo   | Triestina   | fine prestito |
| D        | Tomislav Papazov    | Badalona    | fine prestito |

| Cessioni | Cessioni           | Cessioni          | Cessioni      |
| R.       | Nome               | a                 | Modalità      |
| -------- | ------------------ | ----------------- | ------------- |
| P        | Demba Thiam        | SPAL              | fine prestito |
| C        | Davide Petermann   | Virtus Entella    | definitivo    |
| D        | Christian Rutjens  | Chindia           | gratuito      |
| A        | Dardan Vuthaj      | Crotone           | gratuito      |
| D        | Davide Di Pasquale | Pescara           | gratuito      |
| A        | Pablo Vitali       | Picerno           | gratuito      |
| D        | Alessandro Malomo  | Triestina         | ?             |
| D        | Toni Markic        | Siracusa          | ?             |
| P        | Matteo Raccichini  | svincolato        |               |
| A        | Roberto Ogunseye   | Modena            | fine prestito |
| D        | Filippo Costa      | Napoli            | fine prestito |
| D        | Daniel Leo         | Juventus Next Gen | fine prestito |
| A        | Daniele Iacoponi   | Parma             | fine prestito |
| A        | Bjarki Bjarkason   | Venezia           | fine prestito |
| A        | Ivan Kontek        | Cesena            | fine prestito |

### Sessione Invernale(dal 01/01 al 01/02)
| Acquisti | Acquisti             | Acquisti       | Acquisti   |
| R.       | Nome                 | da             | Modalità   |
| -------- | -------------------- | -------------- | ---------- |
| P        | Pietro Perina        | Monopoli       | definitivo |
| D        | Alessandro Silvestro | Inter          | prestito   |
| D        | Luca Ercolani        | Alessandria    | prestito   |
| D        | Joshua Tenkorang     | Cremonese      | prestito   |
| C        | Simone Tascone       | Virtus Entella | definitivo |
| C        | Mattia Rolando       | Renate         | prestito   |
| A        | Vincenzo Millico     | Ascoli         | definitivo |
| A        | Luca Gagliano        | Padova         | prestito   |
| A        | Emanuele Santaniello | Monopoli       | definitivo |
| A        | Kalifa Manneh        | Alessandria    | definitivo |

| Cessioni | Cessioni                 | Cessioni       | Cessioni   |
| R.       | Nome                     | a              | Modalità   |
| -------- | ------------------------ | -------------- | ---------- |
| A        | Mamadou Tounkara         | Avezzano       | svincolato |
| P        | Tommaso Cucchietti       | Potenza        | definitivo |
| A        | Diego Peralta            | Catania        | definitivo |
| P        | Joaquin Domingo Dalmasso | Lecco          | definitivo |
| C        | Marco Frigerio           | Lecco          | definitivo |
| A        | Giacomo Beretta          | Lecco          | prestito   |
| D        | Alessandro Garattoni     | Virtus Entella | definitivo |
| A        | Subutan Iddrissou        | Crema          | ?          |

## Risultati

### Serie C

#### Girone di andata
| Arbitro: | Arena (Torre del Greco) |

|                          |           |  |
| Antonini 65’ Kanoute 85’ | Marcatori |  |

| Arbitro: | Sfira (Pordenone) |

|           |           |  |
| Tonin 57’ | Marcatori |  |

| Avellino 17 settembre 2023, ore 20:45 CEST 3ª giornata | Avellino         | 0 – 0 referto | Foggia | Stadio Partenio-Adriano Lombardi (6 723 spett.)\| Arbitro: \| Lovison (Padova) \| |
| Arbitro:                                               | Lovison (Padova) |               |        |                                                                                   |

| Foggia 21 settembre 2023, ore 20:45 CEST 4ª giornata | Foggia              | 0 – 0 referto | Virtus Francavilla | Stadio Pino Zaccheria (0 spett.)\| Arbitro: \| Castellone (Napoli) \| |
| Arbitro:                                             | Castellone (Napoli) |               |                    |                                                                       |

| Arbitro: | Perri (Roma) |

|  |           |                        |
|  | Marcatori | 73’ Marino 90+5’ Tonin |

| Arbitro: | Bordin (Bassano del Grappa) |

|                        |           |                   |
| Embalo 76’ Salines 82’ | Marcatori | 72’ Scaccabarozzi |

| Arbitro: | Costanza (Agrigento) |

|                            |           |                           |
| D'Agostino 29’ Starita 51’ | Marcatori | 42’ Schenetti 45+1’ Tonin |

| Arbitro: | Frascaro (Firenze) |

|                             |           |  |
| Garattoni 16’ Schenetti 31’ | Marcatori |  |

| Arbitro: | Turrini (Firenze) |

|                         |           |          |
| G. Gomez 37’ Vitale 47’ | Marcatori | 7’ Tonin |

| Foggia 26 ottobre 2023, ore 20:45 CEST 10ª giornata | Foggia           | 0 – 0 referto | Benevento | Stadio Pino Zaccheria (6 000 spett.)\| Arbitro: \| Galipò (Firenze) \| |
| Arbitro:                                            | Galipò (Firenze) |               |           |                                                                        |

| Arbitro: | Renzi (Pesaro) |

|                                     |           |  |
| De Cristofaro 56’ Santarcangelo 85’ | Marcatori |  |

| Arbitro: | Viapiana (Catanzaro) |

|            |           |             |
| Embalo 50’ | Marcatori | 25’ Ravasio |

| Castellammare di Stabia 3 novembre 2023, ore 20:45 CEST 13ª giornata | Juve Stabia             | 0 – 0 referto | Foggia | Stadio Comunale Romeo Menti (4 100 spett.)\| Arbitro: \| Mastrodomenico (Matera) \| |
| Arbitro:                                                             | Mastrodomenico (Matera) |               |        |                                                                                     |

| Arbitro: | Gigliotti (Cosenza) |

|                                |           |  |
| Peralta 38’ (rig.) Salines 65’ | Marcatori |  |

| Arbitro: | Catanoso (Catanzaro) |

|             |           |                              |
| Salines 62’ | Marcatori | 41’ Del Sole 81’ Mastroianni |

| Arbitro: | Bordin (Bassano del Grappa) |

|                            |           |               |
| Montalto 26’ A. Curcio 38’ | Marcatori | 88’ Schenetti |

| Arbitro: | Mirabella (Napoli) |

|             |           |  |
| Peralta 37’ | Marcatori |  |

| Arbitro: | Nicolini (Brescia) |

|                  |           |  |
| Malcore 43’, 75’ | Marcatori |  |

| Arbitro: | Catanzaro (Catanzaro) |

|                           |           |               |
| Salines 43’ Schenetti 45’ | Marcatori | 60’ Palazzino |

#### Girone di ritorno
| Arbitro: | Delrio (Reggio Emilia) |

|           |           |                    |
| Tonin 36’ | Marcatori | 4’, 29’ M. Kanoute |

| Arbitro: | Mucera (Palermo) |

|                                              |           |           |
| Ciuferri 34’ Sorrentino 81’, 86’ Baldè 90+1’ | Marcatori | 8’ Embalo |

| Arbitro: | Emmanuele (Pisa) |

|            |           |                                      |
| Millico 4’ | Marcatori | 13’ Cionek 28’ G. Gori 64’ Ricciardi |

| Arbitro: | Ancora (Roma) |

|               |           |  |
| Artistico 34’ | Marcatori |  |

| Arbitro: | Diop (Treviglio) |

|                 |           |               |
| Santaniello 33’ | Marcatori | 20’ Rapisarda |

| Arbitro: | Di Francesco (Ostia Lido) |

|                          |           |  |
| D'Auria 21’ Pugliese 63’ | Marcatori |  |

| Arbitro: | Perri (Roma) |

|                                           |           |                             |
| Ercolani 26’ Santaniello 37’ Gagliano 75’ | Marcatori | 14’ Ardizzone 62’ Viteritti |

| Arbitro: | Mastrodomenico (Matera) |

|  |           |                            |
|  | Marcatori | 16’Santariello 76’ Salines |

| Arbitro: | Scatena (Avezzano) |

|                      |           |               |
| Silvestro 88’, 90+1’ | Marcatori | 63’ Zanellato |

| Arbitro: | Lovison (Padova) |

|            |           |  |
| Lanini 55’ | Marcatori |  |

| Arbitro: | Arena (Torre del Greco) |

|                         |           |  |
| Salines 42’ Rolando 47’ | Marcatori |  |

| Arbitro: | Zanotti (Rimini) |

|             |           |             |
| Capasso 71’ | Marcatori | 73’ Tascone |

| Arbitro: | Centi (Viterbo) |

|                           |           |          |
| Riccardi 10’ Ercolani 72’ | Marcatori | 4’ Leone |

| Arbitro: | Luongo (Napoli) |

|  |           |                                        |
|  | Marcatori | 20’ Gagliano 56’ Tascone 90+2’ Millico |

| Arbitro: | Mazzoni (Prato) |

|                                       |           |  |
| A. Marino 12’ Fabrizi 69’ Fella 90+3’ | Marcatori |  |

| Arbitro: | Scatena (Avezzano) |

|  |           |                            |
|  | Marcatori | 78’ Montalto 83’ A. Curcio |

| Arbitro: | Giaccaglia (Jesi) |

|  |           |                                          |
|  | Marcatori | 45’ Salines 67’ Gagliano 90+5’ Antonacci |

| Arbitro: | Centi (Viterbo) |

|               |           |                            |
| Antonacci 37’ | Marcatori | 8’ Sainz-Maza 72’ D'Andrea |

| Arbitro: | Cavaliere (Paola) |

|               |           |  |
| Scarsella 89’ | Marcatori |  |

#### Turni eliminatori
| Arbitro: | Cosso (Reggio Calabria) |

|               |           |  |
| A. Curcio 70’ | Marcatori |  |

### Coppa Italia Serie C
| Arbitro: | Peletti (Crema) |

|                                                      |           |  |
| Embalo 24’ (rig.), 51’ A. Rossi 35’ Peralta 73’, 86’ | Marcatori |  |

| Arbitro: | Baratta (Rossano) |

|                                           |           |             |
| Tozaj 27’ D'Angelo 52’ D'Amico 56’ (rig.) | Marcatori | 75’ Martini |

## Statistiche

### Statistiche di squadra
| Competizione         | Punti | In casa | In casa | In casa | In casa | In casa | In casa | In trasferta | In trasferta | In trasferta | In trasferta | In trasferta | In trasferta | Totale | Totale | Totale | Totale | Totale | Totale | DR |
| Competizione         | Punti | G       | V       | N       | P       | Gf      | Gs      | G            | V            | N            | P            | Gf           | Gs           | G      | V      | N      | P      | Gf     | Gs     | DR |
| -------------------- | ----- | ------- | ------- | ------- | ------- | ------- | ------- | ------------ | ------------ | ------------ | ------------ | ------------ | ------------ | ------ | ------ | ------ | ------ | ------ | ------ | -- |
| Serie C              | 48    | 19      | 9       | 5       | 5       | 24      | 19      | 18           | 4            | 4            | 11           | 16           | 25           | 38     | 13     | 9      | 16     | 40     | 44     | -4 |
| Coppa Italia         | -     | 0       | 0       | 0       | 0       | 0       | 0       | 1            | 0            | 0            | 1            | 0            | 1            | 1      | 0      | 0      | 1      | 0      | 1      | -1 |
| Coppa Italia Serie C | -     | 1       | 1       | 0       | 0       | 5       | 0       | 1            | 0            | 0            | 1            | 1            | 3            | 2      | 1      | 0      | 1      | 6      | 3      | +3 |
| Totale               | 48    | 20      | 10      | 5       | 5       | 29      | 19      | 20           | 4            | 4            | 12           | 17           | 28           | 40     | 14     | 9      | 16     | 46     | 47     | -1 |

### Andamento in campionato
| Giornata  | 1  | 2  | 3  | 4 | 5 | 6 | 7 | 8 | 9 | 10 | 11 | 12 | 13 | 14 | 15 | 16 | 17 | 18 | 19 | 20 | 21 | 22 | 23 | 24 | 25 | 26 | 27 | 28 | 29 | 30 | 31 | 32 | 33 | 34 | 35 | 36 | 37 | 38 |
| --------- | -- | -- | -- | - | - | - | - | - | - | -- | -- | -- | -- | -- | -- | -- | -- | -- | -- | -- | -- | -- | -- | -- | -- | -- | -- | -- | -- | -- | -- | -- | -- | -- | -- | -- | -- | -- |
| Luogo     | T  | C  | T  | C | T | C | T | C | T | C  | T  | C  | T  | C  | C  | T  | C  | T  | C  | C  | T  | C  | T  | C  | T  | C  | T  | C  | T  | C  | T  | C  | T  | T  | C  | T  | C  | T  |
| Risultato | P  | V  | N  | N | V | V | N | V | P | N  | N  | N  | N  | V  | P  | P  | V  | P  | V  | P  | P  | P  | P  | N  | P  | V  | V  | V  | P  | V  | N  | V  | V  | P  | P  | V  | P  | P  |
| Posizione | 17 | 10 | 10 | 8 | 6 | 5 | 4 | 3 | 6 | 5  | 9  | 9  | 10 | 9  | 11 | 12 | 12 | 13 | 11 | 13 | 14 | 15 | 15 | 15 | 15 | 15 | 15 | 14 | 15 | 13 | 13 | 10 | 10 | 10 | 11 | 10 | 11 | 11 |

Legenda:

Luogo: C = Casa; T = Trasferta. Risultato: V = Vittoria; N = Pareggio; P = Sconfitta.

### Statistiche dei giocatori
Sono in corsivo i calciatori che hanno lasciato la società a stagione in corso.
| Giocatore      | Serie C  | Serie C | Serie C     | Serie C    | Coppa Italia | Coppa Italia | Coppa Italia | Coppa Italia | Coppa Italia - Serie C | Coppa Italia - Serie C | Coppa Italia - Serie C | Coppa Italia - Serie C | Totale   | Totale | Totale      | Totale     |
| Giocatore      | Presenze | Reti    | Ammonizioni | Espulsioni | Presenze     | Reti         | Ammonizioni  | Espulsioni   | Presenze               | Reti                   | Ammonizioni            | Espulsioni             | Presenze | Reti   | Ammonizioni | Espulsioni |
| -------------- | -------- | ------- | ----------- | ---------- | ------------ | ------------ | ------------ | ------------ | ---------------------- | ---------------------- | ---------------------- | ---------------------- | -------- | ------ | ----------- | ---------- |
| T. Cucchietti  | 0        | 0       | 0           | 0          | 0            | 0            | 0            | 0            | 1                      | 0                      | 0                      | 0                      | 1        | 0      | 0           | 0          |
| E. Santaniello | 11       | 3       | 0           | 0          | 0            | 0            | 0            | 0            | 0                      | 0                      | 0                      | 0                      | 11       | 3      | 0           | 0          |
| A. Garattoni   | 16       | 1       | 1           | 0          | 1            | 0            | 0            | 0            | 0                      | 0                      | 0                      | 0                      | 17       | 1      | 1           | 0          |
| A. Rizzo       | 24       | 0       | 4           | 0          | 1            | 0            | 1            | 0            | 0                      | 0                      | 0                      | 0                      | 25       | 0      | 5           | 0          |
| A. Vacca       | 8        | 0       | 1           | 0          | 0            | 0            | 0            | 0            | 2                      | 0                      | 0                      | 0                      | 10       | 0      | 1           | 0          |
| J. Martini     | 27       | 0       | 4           | 0          | 1            | 0            | 0            | 0            | 1                      | 1                      | 0                      | 0                      | 29       | 1      | 4           | 0          |
| A. Schenetti   | 30       | 4       | 2           | 0          | 1            | 0            | 0            | 0            | 1                      | 0                      | 1                      | 0                      | 32       | 4      | 3           | 0          |
| A. Marino      | 21       | 1       | 8           | 0          | 1            | 0            | 0            | 0            | 0                      | 0                      | 0                      | 0                      | 22       | 1      | 8           | 0          |
| R. Tonin       | 34       | 5       | 2           | 0          | 1            | 0            | 0            | 0            | 0                      | 0                      | 0                      | 0                      | 35       | 5      | 2           | 0          |
| G. Beretta     | 7        | 0       | 1           | 0          | 1            | 0            | 0            | 0            | 0                      | 0                      | 0                      | 0                      | 8        | 0      | 1           | 0          |
| L. De Simone   | 0        | 0       | 2           | 0          | 1            | -1           | 0            | 0            | 0                      | 0                      | 0                      | 0                      | 1        | -1     | 2           | 0          |
| D. Peralta     | 18       | 1       | 0           | 3          | 1            | 0            | 0            | 0            | 2                      | 2                      | 0                      | 0                      | 21       | 3      | 0           | 3          |
| M. Marzupio    | 5        | 0       | 4           | 0          | 0            | 0            | 0            | 0            | 0                      | 0                      | 0                      | 0                      | 5        | 0      | 4           | 0          |
| O. Pazienza    | 1        | 0       | 0           | 0          | 1            | 0            | 0            | 0            | 1                      | 0                      | 0                      | 0                      | 3        | 0      | 0           | 0          |
| G. Antonacci   | 13       | 2       | 1           | 0          | 1            | 0            | 0            | 0            | 1                      | 0                      | 0                      | 0                      | 15       | 2      | 1           | 0          |
| G. Agnelli     | 0        | 0       | 0           | 0          | 0            | 0            | 0            | 0            | 1                      | 0                      | 0                      | 0                      | 1        | 0      | 0           | 0          |
| M. Fiorini     | 8        | 0       | 1           | 0          | 0            | 0            | 0            | 0            | 2                      | 0                      | 0                      | 0                      | 10       | 0      | 1           | 0          |
| D. Dalmasso    | 1        | 0       | 0           | 0          | 1            | 0            | 0            | 0            | 1                      | 0                      | 0                      | 0                      | 3        | 0      | 0           | 0          |
| L. Di Modugno  | 0        | 0       | 0           | 0          | 1            | 0            | 0            | 0            | 1                      | 0                      | 0                      | 0                      | 2        | 0      | 0           | 0          |
| T. Papazov     | 15       | 0       | 1           | 0          | 1            | 0            | 0            | 0            | 2                      | 0                      | 0                      | 0                      | 18       | 0      | 1           | 0          |
| A. Rossi       | 7        | 0       | 2           | 0          | 1            | 0            | 0            | 0            | 2                      | 1                      | 0                      | 0                      | 10       | 1      | 2           | 0          |
| M. Frigerio    | 7        | 0       | 0           | 0          | 0            | 0            | 0            | 0            | 0                      | 0                      | 0                      | 0                      | 7        | 0      | 0           | 0          |
| F. Vezzoni     | 33       | 0       | 5           | 0          | 0            | 0            | 0            | 0            | 1                      | 0                      | 0                      | 0                      | 34       | 0      | 5           | 0          |
| G. Di Noia     | 24       | 0       | 9           | 1          | 0            | 0            | 0            | 0            | 0                      | 0                      | 0                      | 0                      | 24       | 0      | 9           | 1          |
| E. Salines     | 35       | 7       | 7           | 0          | 0            | 0            | 0            | 0            | 1                      | 0                      | 0                      | 0                      | 36       | 7      | 7           | 0          |
| S. Iddrissou   | 7        | 0       | 1           | 0          | 0            | 0            | 0            | 0            | 1                      | 0                      | 1                      | 0                      | 8        | 0      | 2           | 0          |
| L. Carillo     | 27       | 0       | 7           | 0          | 0            | 0            | 0            | 0            | 0                      | 0                      | 0                      | 0                      | 27       | 0      | 7           | 0          |
| M. Tounkara    | 11       | 0       | 2           | 1          | 0            | 0            | 0            | 0            | 1                      | 0                      | 0                      | 0                      | 12       | 0      | 2           | 1          |
| M. Odjer       | 22       | 0       | 6           | 0          | 0            | 0            | 0            | 0            | 2                      | 0                      | 0                      | 0                      | 24       | 0      | 6           | 0          |
| C. Embalo      | 16       | 3       | 1           | 1          | 0            | 0            | 0            | 0            | 2                      | 2                      | 0                      | 0                      | 18       | 5      | 1           | 1          |
| T. Nobile      | 20       | -21     | 2           | 0          | 0            | 0            | 0            | 0            | 0                      | 0                      | 0                      | 0                      | 20       | -21    | 2           | 0          |
| D. Riccardi    | 24       | 1       | 6           | 1          | 0            | 0            | 0            | 0            | 2                      | 0                      | 0                      | 0                      | 26       | 1      | 6           | 1          |
| M. Rolando     | 15       | 1       | 2           | 0          | 0            | 0            | 0            | 0            | 0                      | 0                      | 0                      | 0                      | 15       | 1      | 2           | 0          |
| A. Silvestro   | 11       | 2       | 3           | 1          | 0            | 0            | 0            | 0            | 0                      | 0                      | 0                      | 0                      | 11       | 2      | 3           | 1          |
| L. Gagliano    | 14       | 3       | 3           | 0          | 0            | 0            | 0            | 0            | 0                      | 0                      | 0                      | 0                      | 14       | 3      | 3           | 0          |
| K. Manneh      | 5        | 0       | 0           | 0          | 0            | 0            | 0            | 0            | 0                      | 0                      | 0                      | 0                      | 5        | 0      | 0           | 0          |
| L. Ercolani    | 12       | 2       | 6           | 0          | 0            | 0            | 0            | 0            | 0                      | 0                      | 0                      | 0                      | 12       | 2      | 6           | 0          |
| J. Tenkorang   | 9        | 0       | 1           | 0          | 0            | 0            | 0            | 0            | 0                      | 0                      | 0                      | 0                      | 9        | 0      | 1           | 0          |
| S. Tascone     | 16       | 2       | 4           | 1          | 0            | 0            | 0            | 0            | 0                      | 0                      | 0                      | 0                      | 16       | 2      | 4           | 1          |
| V. Millico     | 15       | 2       | 3           | 0          | 0            | 0            | 0            | 0            | 0                      | 0                      | 0                      | 0                      | 15       | 2      | 3           | 0          |
| A. Brancato    | 0        | 0       | 0           | 0          | 0            | 0            | 0            | 0            | 1                      | 0                      | 0                      | 0                      | 1        | 0      | 0           | 0          |
| P. Perina      | 17       | -21     | 2           | 0          | 0            | 0            | 0            | 0            | 0                      | 0                      | 0                      | 0                      | 17       | -21    | 2           | 0          |